# Вища рада Збройних сил Єгипту
Вища рада Збройних сил (араб. المجلس الأعلى للقوات المسلحة) — тимчасовий вищий орган державної влади в Арабській Республіці Єгипет (АРЕ) з 11 лютого 2011 до 30 червня 2012 року.

## Функції та склад Ради до революції 2011 року
До 2011 року Рада підпорядковувалась президенту Єгипту. Первинно вона була суто військовим органом та була створена 1952 року з метою координації діяльності родів військ Збройних сил Єгипту під час надзвичайних ситуацій. До єгипетської революції 2011 року Рада складалась з вищих військових офіцерів, у тому числі міністра оборони, його заступника, начальника генерального штабу, головнокомандувачів окремих родів військ, командувачів військових округів країни та їх заступників. Первинно Рада не збиралась регулярно. Фактично її засідання проводились тільки тричі під час надзвичайних подій — двох останніх війн з Ізраїлем (Шестиденної війни 1967 та Війни Судного дня 1973 року), а також 9 лютого 2011 року — під час єгипетської революції.

## Склад Ради після 11 лютого 2011 року
Спочатку військова влада зберегла останній склад чинного за Мубарака уряду на чолі з Ахмедом Шафіком, який став тимчасовим прем’єр-міністром до наступних виборів. Однак 3 березня 2011 року уряд подав у відставку, новий кабінет сформував Ессам Шараф. Окрім того, глава тимчасового уряду, а також колишній віце-президент країни увійшли до складу Ради.
Склад Вищої ради Збройних сил сил:

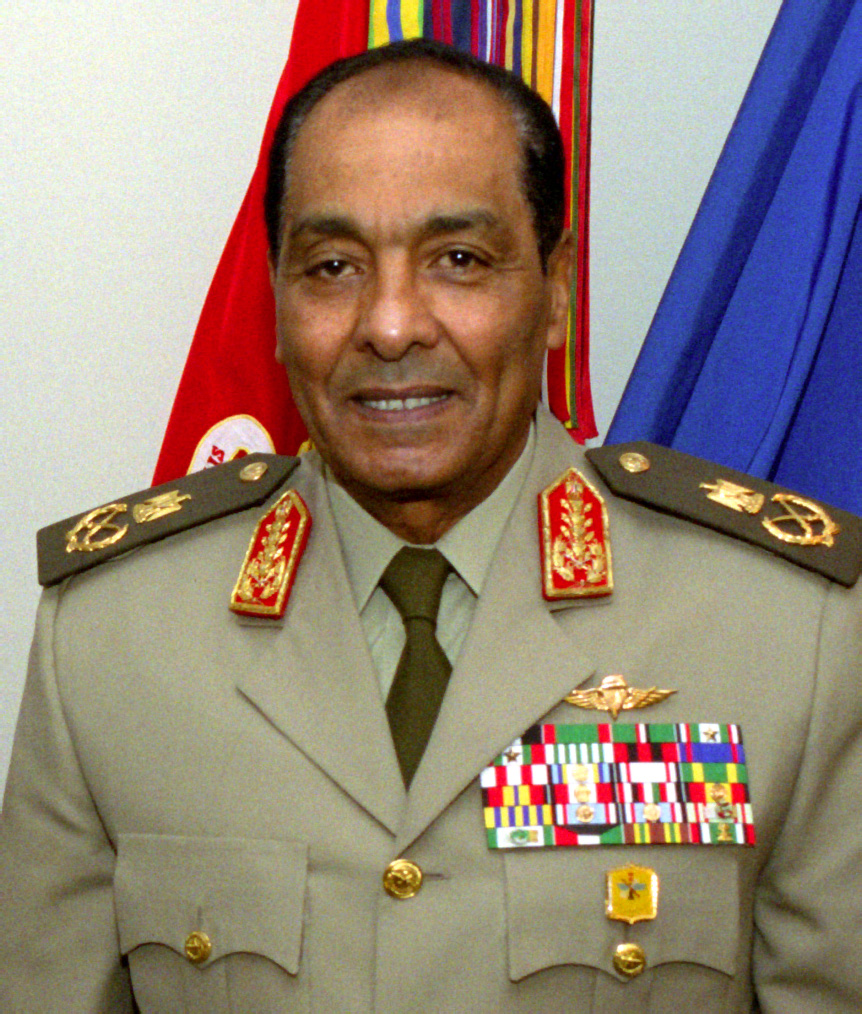
Мухаммед Хусейн Тантаві

1. генерал-фельдмаршал Мухаммед Хусейн Тантаві — голова Ради, міністр оборони та військової промисловості, фактично тимчасовий глава Єгипту й верховний головнокомандувач; пішов у відставку з посту міністра оборони та голови Ради влітку 2012, призначений радником президента[9];
2. генерал-полковник Абдель Фаттах Ас-Сісі — голова Ради з 12 серпня 2012 до 27 березня 2014 року, міністр оборони та військової промисловості, верховний головнокомандувач, з 1 червня 2014 – президент Єгипту;
3. генерал-лейтенант Самі Хафез Анан — віце-голова Ради (з 21 червня 2012 – ТВО голови), начальник генерального штабу Збройних сил; пішов у відставку з посту віце-голови Ради і начальника генштабу влітку 2012 року;
4. генерал-лейтенант Седкі Собхі — віце-голова ВРЗС (з 12 серпня 2012), начальник генерального штабу Збройних сил;
5. генерал-лейтенант Омар Сулейман — колишній віце-президент та колишній керівник Служби загальної розвідки. Помер 19 липня 2012;
6. маршал авіації Камаль аль-Ганзурі — голова перехідного уряду (до літа 2012); у серпні 2012 року був призначений на пост радника президента Мухаммеда Мурсі[10][11];
7. генерал Мохсен Ель-Фанагрі — заступник міністра оборони та військової промисловості;
8. маршал авіації Реда Махмуд Хафез Мухаммед — головнокомандувач військово-повітряних сил;
9. віце-адмірал Мохаб Маміш — головнокомандувач військово-морських сил;
10. генерал-лейтенант Абд Ель Азіз Сеїф-Елдін — командувач силами протиповітряної оборони;
11. генерал Мухаммед Абдель Набі — командувач прикордонних військ;
12. генерал Мухаммед Хегазі — командувач 3-ї польової армії;
13. генерал Ісмаїл Осман — директор відділу генерального штабу з моральної оборони батьківщини (департаменту генерального штабу з моралі);
14. генерал Хассан Ель-Рвіні — командувач Центрального військового округу;
15. командувачі Центрального, Південного, Північного, Західного військових округів та їх заступники.

## Діяльність
11 лютого 2011 року під тиском опозиції президент Єгипту Хосні Мубарак подав у відставку. Усупереч Конституції він, посилаючись на надзвичайний стан, передав усю владу не спікеру парламенту, й не віце-президенту Омару Сулейману, а Вищій раді Збройних сил на чолі з міністром оборони. Зрештою тимчасовим головою єгипетської держави (а фактично й уряду) став голова Ради.
Рада пообіцяла відновити безпеку та порядок у країні, а також ініціювати економічні зміни. Того ж дня була припинена конституція та розпущені обидві палати парламенту, було оголошено про створення конституційної комісії.

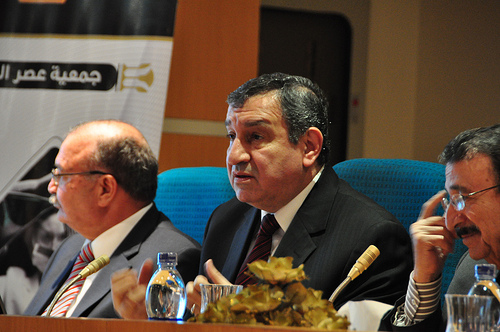
Прем’єр-міністр Єгипту Ессам Шараф

Стосовно низки колишніх чиновників часів правління Мубарака були розпочаті розслідування, зокрема, за підозрою у витрачанні державних коштів. Наприкінці лютого Генеральна прокуратура заборонила Мубараку виїзд з країни та заморозила кошти на його рахунках. 7 березня глава Ради Тантаві привів до присяги новий перехідний уряд країни, який очолив Ессам Шараф.
26 лютого Рада підтримала запропоновані Конституційною комісією поправки до конституції, що передбачали скорочення терміну повноважень президента з шести до чотирьох років, а також заборону займати президентський пост понад два терміни. Ті поправки було вирішено винести на загальний референдум, який планувалось провести напередодні парламентських і президентських виборів.
19 березня відбувся референдум з конституційної реформи. Ісламський рух «Брати мусульмани» підтримав запропоновані зміни, натомість прибічники єгипетського демократичного руху вважали запропоновані поправки до основного закону недостатніми для реформування політичної системи Єгипту, оскільки країні потрібна нова конституція. На референдумі за поправки проголосували 77,2% виборців за явки у 41,9%.
За результатами референдуму 23 березня Рада оголосила, що у Єгипті набула чинності тимчасова оновлена конституція, що діятиме до обрання нового парламенту, який розробить проект нового основного закону. 28 березня військова влада повідомила, що режим надзвичайного стану напередодні парламентських виборів буде знятий, а президентські вибори відбудуться у жовтні чи листопаді.
16 квітня Вищий адміністративний суд Єгипту ухвалив рішення про розпуск колишньої урядової Національно-демократичної партії, все майно якої, включаючи грошові кошти, будівлю штаб-квартири тощо, слід було передати державі. 6 червня єгипетський комітет у справах партій схвалив створення Партії свободи і справедливості — політичного крила руху «Брати-мусульмани».
15 березня влада Єгипту розпустила, а потім ліквідувала Державну службу безпеки та розслідувань, яку довго звинувачували у багаторічному порушенні прав людини, місце ліквідованої структури мав зайняти Національний підрозділ безпеки.
Рада пішла на низку поступок протестувальникам, які вважали, що військовики захищають інтереси колишнього президента. Разом з тим, 9 квітня військовики заявили, що будуть продовжувати застосовувати силу для звільнення майдану Тахрір, того ж дня майдан був обнесений колючим дротом і закритий для проїзду, а 42 особи були заарештовані у підозрі в організації незаконних акцій протесту.
Ще 28 березня у Єгипті було скорочено термін дії комендантської години до 3-х годин. З 15 червня комендантську годину було скасовано.
28 березня було оголошено, що колишній президент Хосні Мубарак та його найближчі родичі вже перебувають під домашнім арештом на території країни, а повідомлення про від’їзд Мубарака до провінції Табук Саудівської Аравії — неправда. 12 квітня Хосні Мубарак був викликаний до каїрського суду у справі з розстрілу учасників масових протестів та витрати державних коштів, однак того ж дня він був госпіталізований у лікарню Шарм-ель-Шейха.
Судовий процес над Хосні Мубараком та членами його родини розпочався 3 серпня в Каїрі за посилених заходів безпеки.  Також Рада проводила судові процеси над членами уряду часів президентства Мубарака, а також на представниками його найближчого оточення. 23 травня каїрський суд виніс перший смертний вирок у справі про розстріл акцій протесту у дні революції: винним у смерті 18 осіб, які штурмували одну зі столичних поліцейських дільниць, був визнаний сержант поліції.
В середині квітня тимчасова єгипетська влада здійснила низку кроків, спрямованих на постреволюційну фінансову стабілізацію в країні: зажадала перегляду угод на поставку природного газу до Ізраїлю та Йорданії з метою збільшення надходжень до державної казни на 3-4 млрд доларів; звернулась до США з проханням списати 3,6 мільярдів доларів державного боргу задля підтримки тимчасового уряду у створенні нових робочих місць для молоді й відновлення економічного зростання країни; підготувала звернення до міжнародних кредиторів і групи країн G7 з проханням виділити Єгипту фінансову допомогу у розмірі 10 мільярдів доларів. Поступово почалось відновлення потоку іноземних туристів.